# 细梗凤仙花
细梗凤仙花（学名：Impatiens gracilipes），为凤仙花科凤仙花属下的一个种。

## 扩展阅读
維基物種上的相關：细梗凤仙花